# Signe du ILY

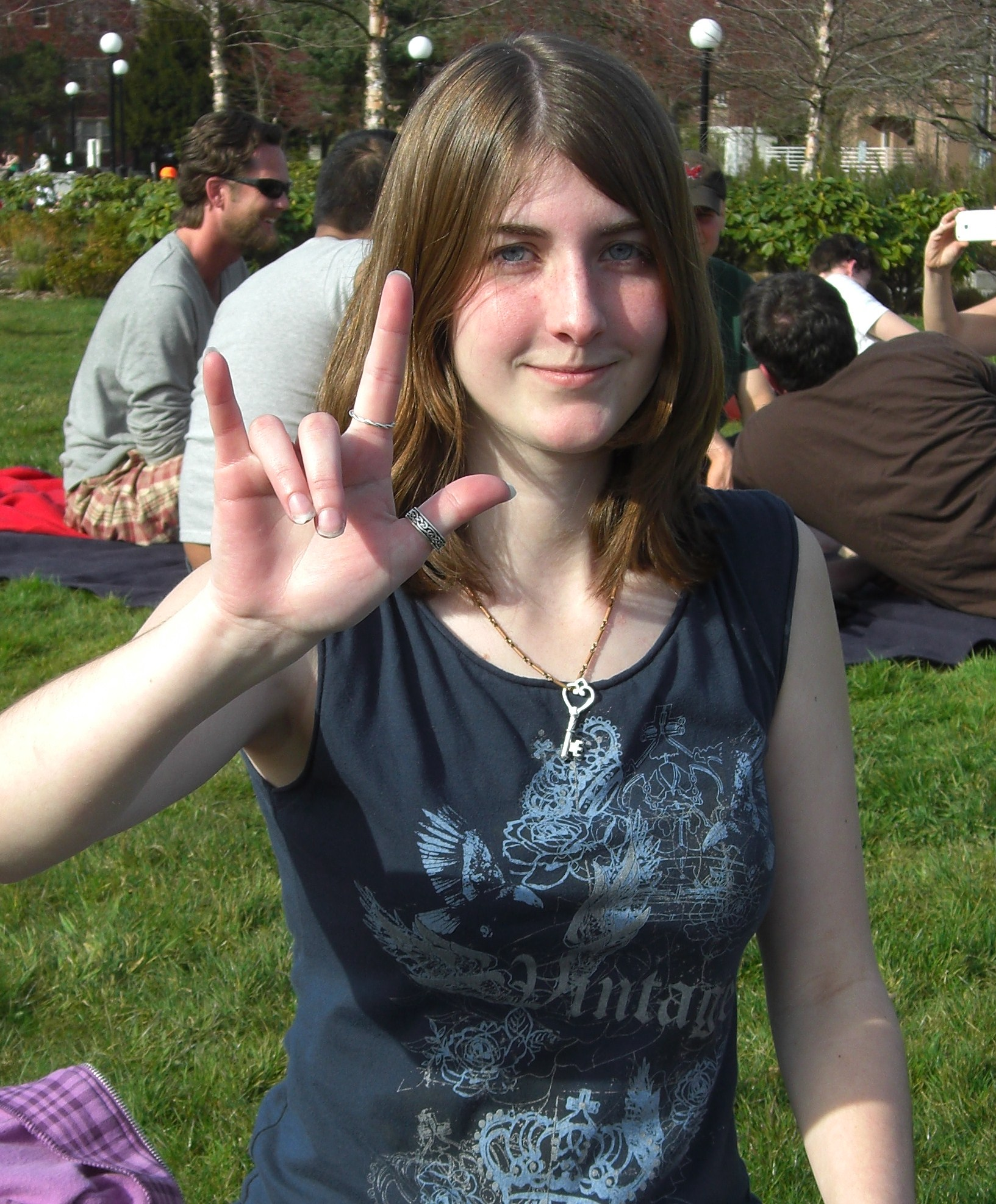
ILY est un signe courant dans la culture sourde qui signifie « I love you »

Le signe du ILY est une combinaison des signes des lettres I, L et Y dans l'alphabet dactylologique, qui forme l'acronyme ILY pour « I love you », « Je t'aime » en anglais. C'est un signe de la langue des signes qui est devenu courant dans la culture populaire.
Le signe est une expression informelle de sentiments amicaux, allant de l'estime à l'amour. Il est parfois confondu avec le signe des cornes, avec le pouce vers la paume plutôt que le pouce étendu, apparu dans la culture de la musique metal.

## Histoire
Deaf Heritage date l'origine de l'ILY à 1905. Le signe est diffusé largement avec son utilisation par l'acteur américain Richard Dawson dans chaque épisode du jeu télévisé Family Feud, qu'il anime de 1976 à 1985. En 1977, le président américain Jimmy Carter fait ce signe lors du défilé du jour de son investiture.
En 2017, le signe devient une émoticône de Unicode 10.0 sous le nom de « I Love You Hand Sign » : 🤟.

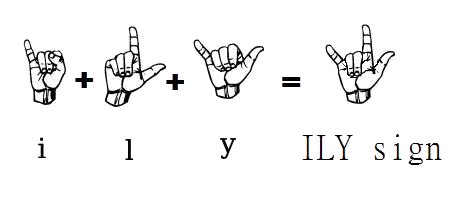
Le signe ILY est composé des lettres I, L, Y dans les alphabets dactylologiques français et américains.